# Canthyloscelis nigricoxa
Canthyloscelis nigricoxa är en tvåvingeart som beskrevs av Edwards 1922. Canthyloscelis nigricoxa ingår i släktet Canthyloscelis och familjen reliktmyggor. Inga underarter finns listade i Catalogue of Life.